# ラヂム
ラヂム（ロシア語: Радим）は『原初年代記』に言及される、伝説的な人物の名である。
『原初年代記』によれば、ラヂムはラヂミチ族（現ベラルーシ南東部に居住した、東スラヴの歴史的部族）の祖として言及されており、ラヂミチ族の名はラヂムにちなむ。また、ラヂムは兄弟のヴャトコと同じくリャフ人(ru)の出身であり、ソジ川沿いに定住地を構えたと記されている。